# Марсий
Марсий (др.-греч. Μαρσύας) — в древнегреческой мифологии сатир, или силен - лесное божество, наказанное Аполлоном за приглашение на музыкальный поединок. Сын Олимпа (или сын Эагра, или сын Гиагнида). Миф о нём изложил Меланиппид.
Афина изобрела флейту (правильнее авлос), но бросила её как негодный инструмент. Марсий, однако, подобрал флейту, за что Афина прокляла его.
Марсий непрестанно упражнялся и довёл игру на ней до такого совершенства, что осмелился вызвать Аполлона на состязание. Судьёй был Мидас, который, будучи близким по духу и вкусам Марсию, вынес приговор в его пользу. По другому рассказу, судили Музы, и Марсий победил, но затем Аполлон стал играть на кифаре и петь, после чего Марсий проиграл состязание. Тогда Аполлон подвесил Марсия на высокой сосне и содрал с него кожу, а Мидаса за его суд наградил ослиными ушами.
Содранную кожу показывали в Келенах, она начинала двигаться под фригийские напевы. Тело похоронил Олимп, ученик Марсия. После этого Гермес раскаялся, что изобрёл лиру, и разорвал на кифаре струны, на некоторое время отрёкся от музыки.
Источники рек Марсия и Меандра находились в озере над Келенами, где растёт тростник, годный для флейт. Согласно фригийцам, его кровь превратилась в реку, текущую через Келены, либо рекой стали слёзы, пролитые нимфами и сатирами по Марсию. Река Марсий унесла флейты в Меандр, они появились в Асопе и, выброшенные на берег у Сикионии, были найдены пастухом и принесены в дар Аполлону. Ненависть Аполлона к флейтистам прекратилась благодаря Сакаду из Аргоса. Марсий изображён в Аиде на картине Полигнота в Дельфах.

## Галерея

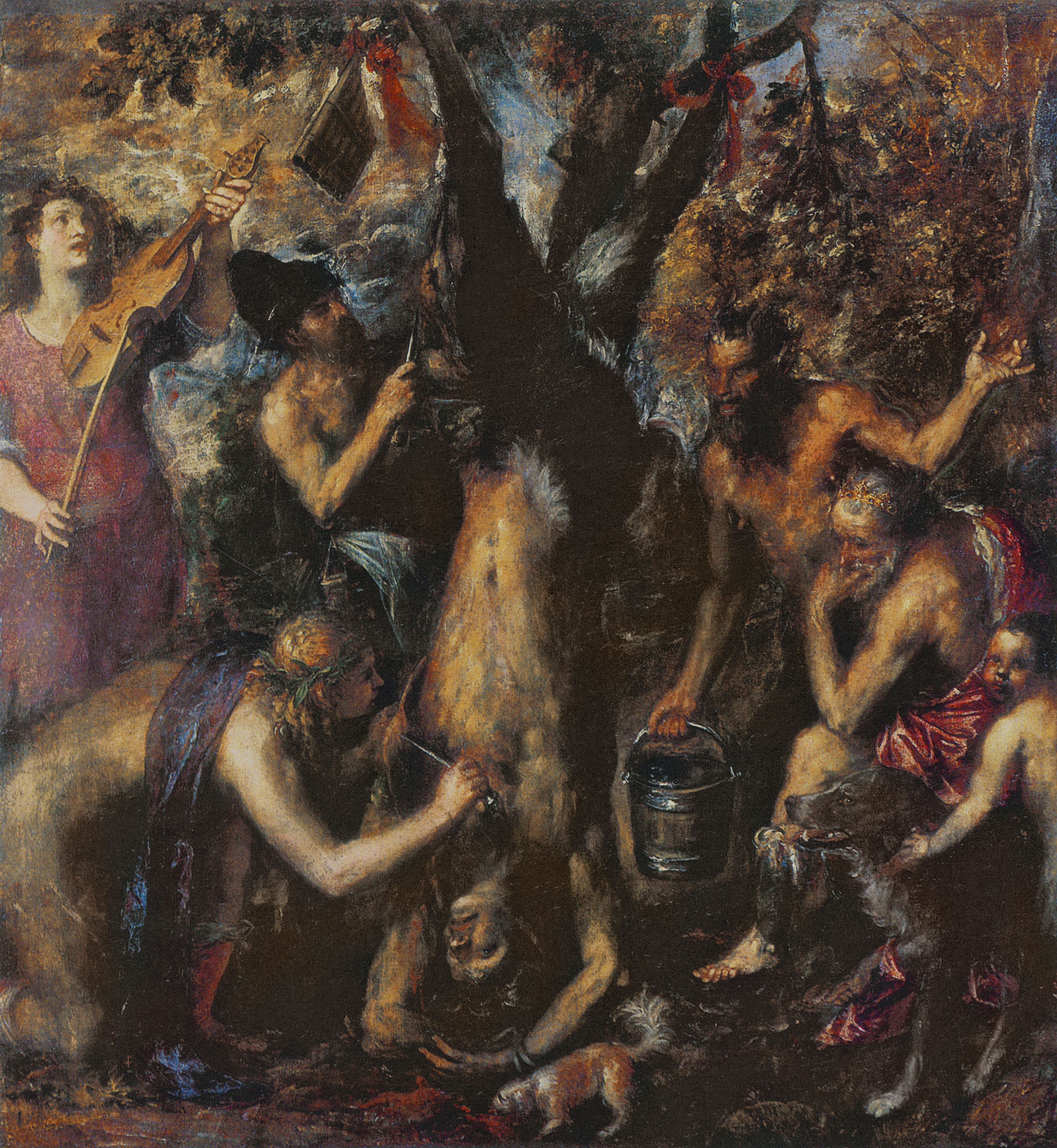
Тициан «Наказание Марсия» (ок. 1570-1576 годы)
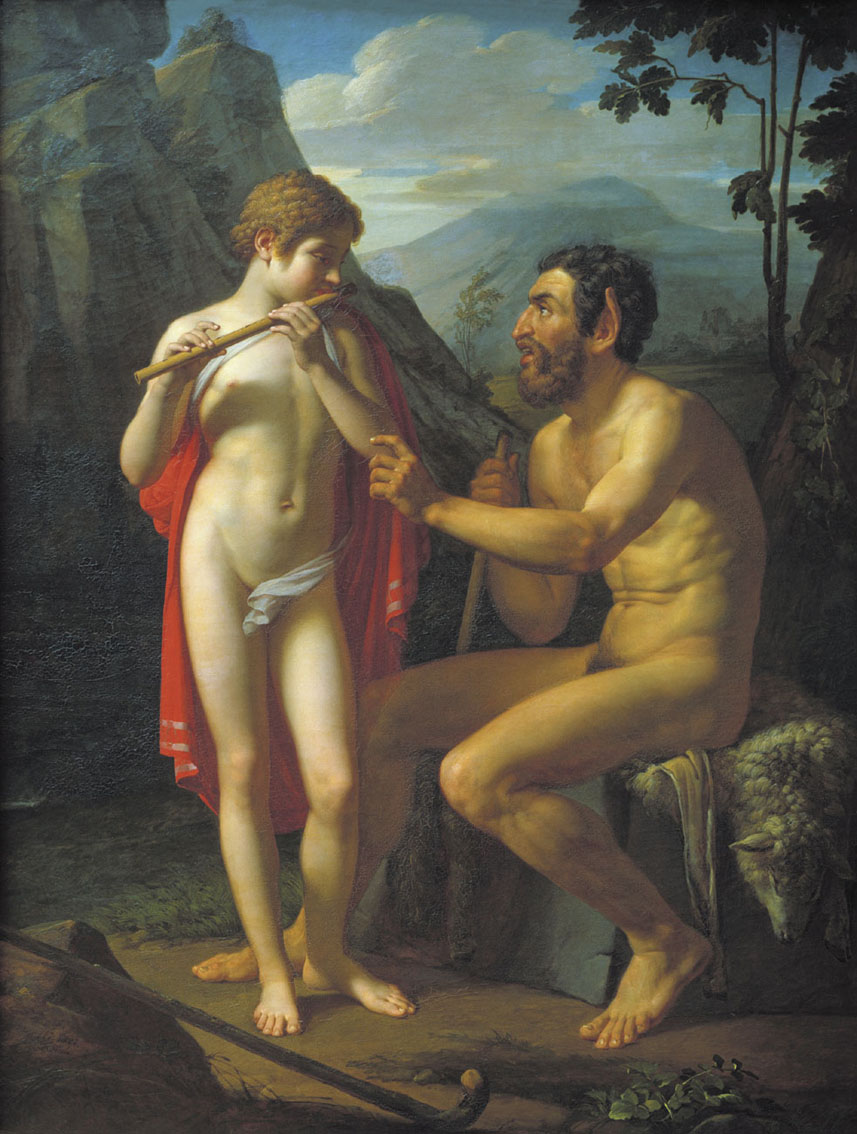
Басин П. В. «Фавн Марсий учит молодого Олимпия игре на свирели», 1821
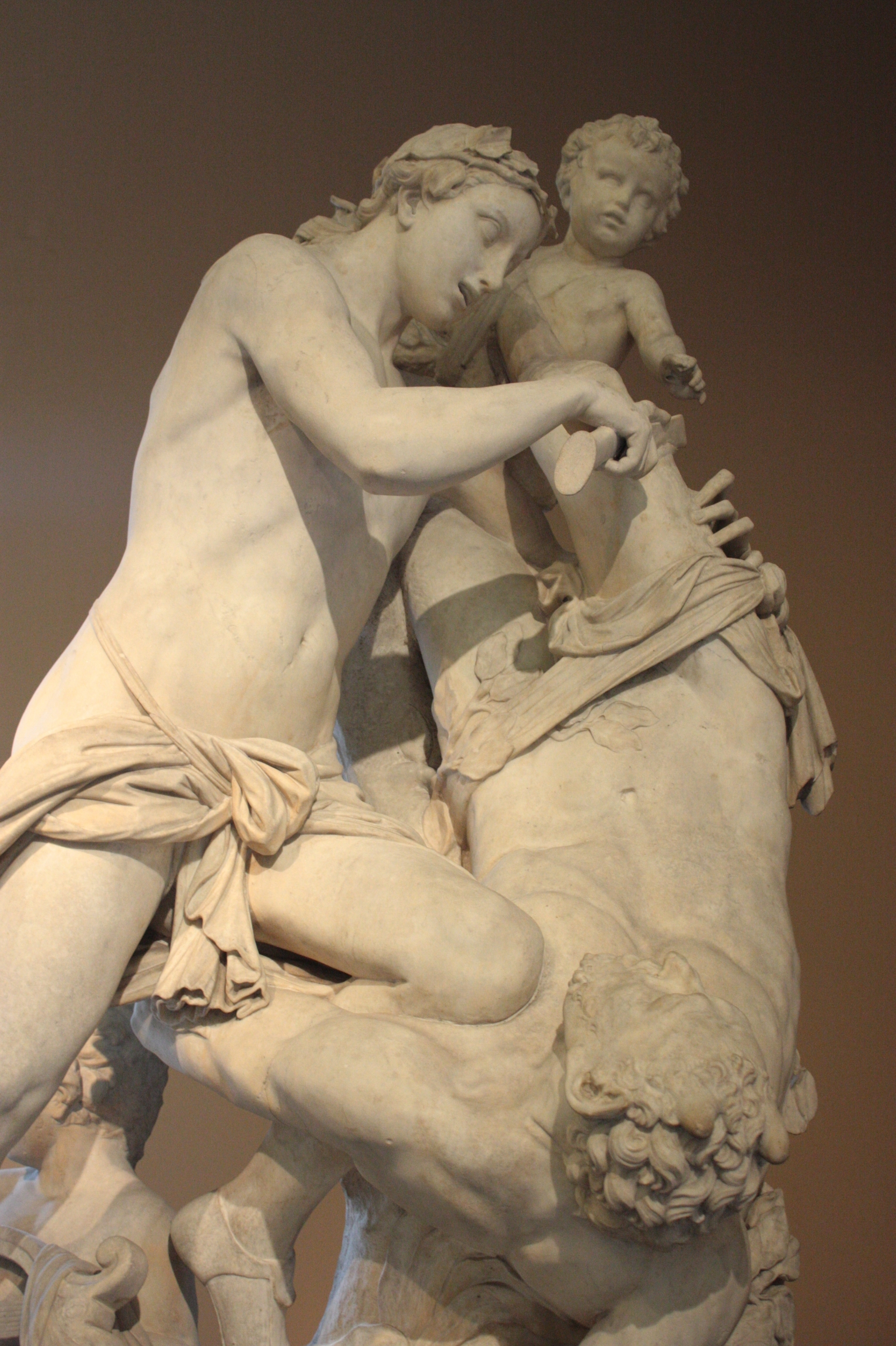
Антонио Коррадини (1688—1752) — Аполлон снимает кожу с Марсия. Музей Виктории и Альберта, Лондон, Великобритания
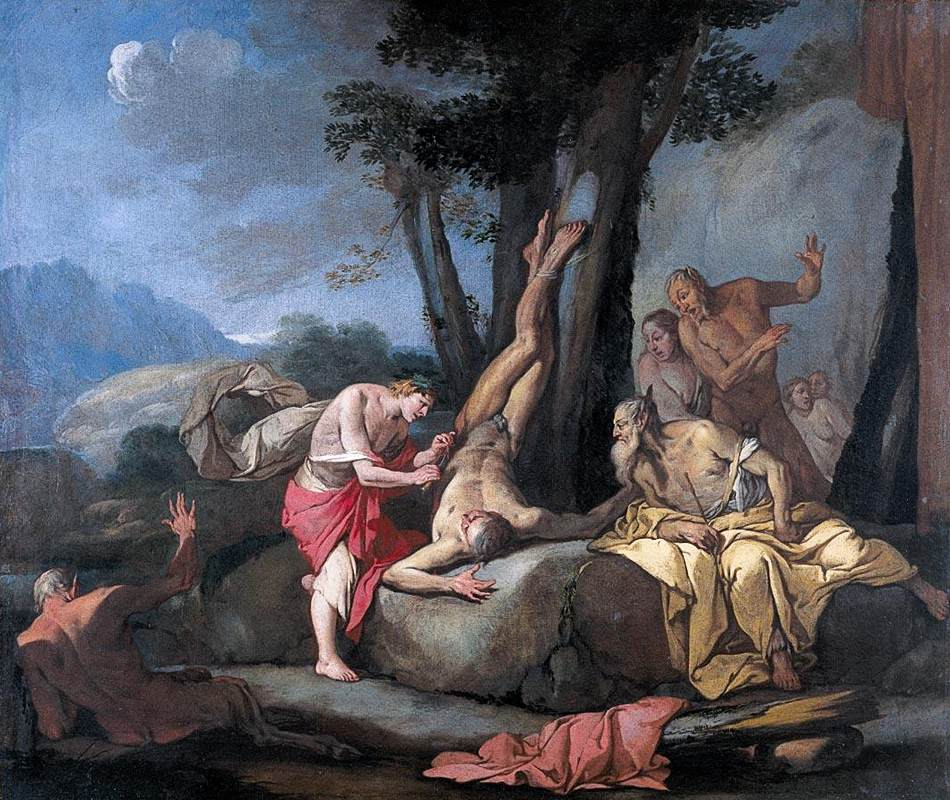
Дж. Карпиони, «Аполлон и Марсий»